# Малое Терюшево
Малое Терюшево — деревня в Дальнеконстантиновском районе Нижегородской области. Входит в состав Малопицкого сельсовета.

## География
Располагается близ реки Пакаша в 14 км от Дальнего Константинова и в 71 км от Нижнего Новгорода.

## История
В «Списке населенных мест» Нижегородской губернии по данным за 1859 год значится как владельческая деревня при речке Краче в 69 верстах от Нижнего Новгорода. В деревне насчитывалось 124 двора и проживало 822 человека (368 мужчин и 454 женщины). В национальном составе населения преобладали терюхане.

## Население
| 2002 | 2010 |
| ---- | ---- |
| 77   | ↘40  |

Национальный состав
Согласно результатам переписи 2002 года, в национальной структуре населения русские составляли  99% из 77 человек.